# Plocoglottis parviflora
Plocoglottis parviflora är en orkidéart som beskrevs av Henry Nicholas Ridley. Plocoglottis parviflora ingår i släktet Plocoglottis och familjen orkidéer. Inga underarter finns listade i Catalogue of Life.